# Жабляно
Жàбляно е село в България, община Земен, област Перник.

## География
Село Жабляно се намира на около 24 km югозападно от областния център Перник, около 4 km изток-североизточно от общинския център Земен и около 50 km запад-югозападно от центъра на столицата София. Разположено е в историко-географската област Мрака, край десния бряг на река Струма, по полегатия северен долинен склон на реката в южното подножие на Рудина планина. Надморската височина в южния край на селото откъм реката е около 600 m, нараства към северния край до около 670 m, а в центъра по главната улица е около 605 m.
Климатът е умереноконтинентален. Почвите в землището са преобладаващо канелени и наносни. Има обширни пасища.
Жабляно е спирка на железопътната линия София – Волуяк – Перник – Гюешево.
През Жабляно минава третокласният републикански път III-623, водещ на запад към град Земен, а на изток и югоизток през селата Лобош, Егълница и други, както и през град Бобов дол – към град Дупница. На около 4 km изток-североизточно от Жабляно се намира стената на язовир Пчелина.
Землището на село Жабляно граничи със землищата на: село Пещера на север; село Лобош на север, североизток и изток; село Калище на изток и югоизток; село Блатешница на юг; град Земен на запад.
При преброяването на населението към 1 февруари 2011 г., от обща численост 108 лица, за 106 лица е посочена принадлежност към „българска“ етническа група.

## История
Районът на Жабляно е бил обитаван още през древността. Разкритият античен некропол в самите очертания на селото подсказва, че тук е съществувало антично селище от римската, а може би и от тракийската епоха.
Село Жабляно е старо средновековно селище, което е регистрирано под същото име през 1330 г. във връзка със злополучната за България битка при Велбъжд, след която селото попада за кратко в сръбската част на разделената между българи и сърби област Мрака.
След падането на България под османска власт селото попада първоначално в нахия (подобщина) Сирищник, а след това и в обединената кааза Радомир. През 1576 г. то е вписано в данъчните списъци на джелепкешаните под същото име – Жабляни, към кааза Радомир.
Средновековния период от историята на Жабляно се свързва с прочутия средновековен Земенски манастир, и особено с Пещерския манастир. Към последния често е била прибавяна отправната точка „при Жабяно“. Вероятно визираният в обширния регистър на Кюстендилски санджак от 1570/1573 г. манастир „Свети Никола“ при Жабляно е бил метох или скит на Пещерския манастир, което предполага, че последният е владял и имоти в землището на селото. Може да се допусне, че днешният Жаблянски манастир „Свети Йоан Предтеча“ е приемник на споменатия в турските документи манастир „Свети Никола“.
Сведенията, свързани с Жабляно от последните векове на османското владичество до Освобождението (1878 г.) са доста оскъдни. Предполага се, че по време на Априлското въстание (1876 г.) местното население е проявило някакви наченки на въоръжена съпротива, податки за което дава арестуването, поради издайничество, на тукашните „по-лични народолюбци“ – Георги Жаблянски и Милен Жаблянски. Това се разбира от едно писмо до Сава Филаретов от неговата съпруга, където с дата 9 септември 1876 г. се споменава как „момчето Георгiй от Жабляне Радомирско било затворено дори след доказана невинност, но му взели 80 лири, за да го пуснат“.

## Население
Числеността на населението на село Жабляно според преброяванията на населението на България след Съединението през 1885 г., по данни на Националния статистически институт, е както следва:
| \| Година на преброяване \| Численост \| \| --------------------- \| --------- \| \| 1888 \| 447 \| \| 1893 \| 476 \| \| 1900 \| 527 \| \| 1905 \| 573 \| \| 1910 \| 622 \| \| 1920 \| 659 \| \| 1926 \| 705 \| \| 1934 \| 742 \| \| 1946 \| 690 \| \| 1956 \| 654 \| \| 1965 \| 476 \| \| 1985 \| 254 \| \| 1992 \| 211 \| \| 2001 \| 225 \| \| 2011 \| 108 \| \| 2021 \| 131 \| |           |
| Година на преброяване | Численост |
| 1888 | 447       |
| 1893 | 476       |
| 1900 | 527       |
| 1905 | 573       |
| 1910 | 622       |
| 1920 | 659       |
| 1926 | 705       |
| 1934 | 742       |
| 1946 | 690       |
| 1956 | 654       |
| 1965 | 476       |
| 1985 | 254       |
| 1992 | 211       |
| 2001 | 225       |
| 2011 | 108       |
| 2021 | 131       |

## Обществени институции
Изпълнителната власт в село Жабляно към 2023 г. се упражнява от кметски наместник.
В село Жабляно към 2023 г. има действащо читалище „Селска зора – 1910“;

## Културни и природни забележителности
- Жаблянски манастир

## Редовни събития
В началото на месец юни е селският събор.

## Личности
- Павел Лазаров (Делийски) – (1895 – 1958) – герой от Първата световна война, успял с точен картечен огън да възпре и да отблъсне цял фронт в боевете при село Ени-кьой Сереска област. Подвигът му е описан в книгата на 13 пехотен Рилски полк. Награден е с орден за храброст.
- Славчо Васев (1906 – 1990) – писател, журналист и политик.
- Димитър Делийски – писател, журналист, работил като заместник и главен редактор на вестник „Работническо дело“ в периода 1953 – 1979 г.
- Петър Делийски (24.05.1927 – 24.08.2007) – поет, изявен преподавател по литература, роден и израсъл в с. Жабляно, впоследствие установил се в гр. Бургас, автор на стихосбирките „Аритмии“, „Стъклена къща“, „Сега“, „Мисля че“, „Разпятие в сухите клони“, „Сбогуване“ и др.
- Димитър Делийски (1933 – 2013) – художник живописец, роден и израсъл в с. Жабляно, впоследствие установил се в гр. Земен, нарисувал забележителните картини „Пълнолуние“, „Скали“, „В зелено“, „Между дърветата“, „Планински ниви“, „Краище“, „Пейзаж с дъбици“, „Тополи“; „Край Струма“ и много други.
- Димитър Керелезов – писател, журналист, поет, епиграмист, автор на множество песни изпълнявани от Лили Иванова, Щурците, Йорданка Христова и други наши известни изпълнители.
- Георги Митев (писател) – писател, журналист, основател и главен редактор в продължение на 25 години на вестник „Смях“ и вестник „200 вица“, репресиран по време на комунистическия режим за забранената тогава търговска дейност, автор на над 2500 публикувани есета и сатирични материали, художествен оформител, съставител и издател на 163 книги и 2 тома с бисери от родния фолклор.

## Фотогалерия
- Пейзажи и изгледи от Жабляно